# Mistrovství světa juniorů v hokejbalu 2014
Mistrovství světa juniorů v hokejbalu 2014 se konalo na Slovensku ve městě Bratislava. Kanada, která vyhrála tři tituly za sebou skončila na 4. místě, když prohrála s týmem USA. Vítězem se stal domácí tým Slovenska a tak získal druhý titul (první titul 2004), když ve finále porazil tým Česka.

## Základní skupina
| Por | Družstvo       | Z | V | R | P | GV | GI | +/− | B  |
| --- | -------------- | - | - | - | - | -- | -- | --- | -- |
| 1.  | Slovensko      | 7 | 5 | 2 | 0 | 58 | 9  | +49 | 12 |
| 2.  | Česko          | 7 | 5 | 1 | 1 | 58 | 12 | +46 | 11 |
| 3.  | Kanada         | 7 | 5 | 1 | 1 | 45 | 12 | +33 | 11 |
| 4.  | USA            | 7 | 5 | 0 | 2 | 50 | 15 | +35 | 10 |
| 5.  | Švýcarsko      | 7 | 3 | 0 | 4 | 25 | 32 | −7  | 6  |
| 6.  | Rakousko       | 7 | 2 | 0 | 5 | 10 | 34 | −24 | 4  |
| 7.  | Polsko         | 7 | 1 | 0 | 6 | 9  | 64 | −55 | 2  |
| 8.  | Velká Británie | 7 | 0 | 0 | 7 | 3  | 80 | −77 | 0  |

| 24. června 2014                                 | Kanada                                          | 2 : 2 (0-1, 1-1, 1-0) | Slovensko                                    | Zimní stadion Vladimíra Dzurillu, Bratislava |  |
| Graydon Woodman - 27:54 Colin Catchpole - 41:56 | Graydon Woodman - 27:54 Colin Catchpole - 41:56 | 0:1 0:2 1:2 2:2       | 11:52 - Richard Mráz 24:00 - Adrián Lipovský |                                              |  |
| 20                                              | 20                                              | Střely                | 23                                           |                                              |  |

| 24. června 2014                                         | Česko                                                   | 2 : 5 (0-1, 0-3, 2-1)       | USA | Zimní stadion Vladimíra Dzurillu, Bratislava |  |
| Daniel Čermák - 32:28 Martin Krch (Jan Mroviec) - 33:10 | Daniel Čermák - 32:28 Martin Krch (Jan Mroviec) - 33:10 | 0:1 0:2 0:3 0:4 1:4 2:4 2:5 | 01:00 - Eric Zimmerman (Jeffrey Hamelin) 17:34 - Korey Wilson (Cody Swift) 24:30 - Jeffrey Hamelin 29:49 - Ethan Lafosse 44:50 - Jeffrey Hamelin |                                              |  |
| 30                                                      | 30                                                      | Střely                      | 23 |                                              |  |

| 24. června 2014 | Kanada | 10 : 1 (3-1, 5-0, 2-0)                       | Polsko               | Zimní stadion Vladimíra Dzurillu, Bratislava |  |
| Remi Laurencelle (Caleb Belter) - 00:50 Aman Basi (Remi Laurencelle) - 06:15 Ryan Shortridge - 13:09 Eric Meyer (Colin Catchpole) - 16:54 Eric Meyer (Ryan Catchpole) - 17:12 Remi Laurencelle - 22:22 Ryan Shortridge - 25:56 Colin Catchpole (Dylan Churchwell) - 27:03 Brodie Jackson - 41:41 Jeff Brown - 43:25 | Remi Laurencelle (Caleb Belter) - 00:50 Aman Basi (Remi Laurencelle) - 06:15 Ryan Shortridge - 13:09 Eric Meyer (Colin Catchpole) - 16:54 Eric Meyer (Ryan Catchpole) - 17:12 Remi Laurencelle - 22:22 Ryan Shortridge - 25:56 Colin Catchpole (Dylan Churchwell) - 27:03 Brodie Jackson - 41:41 Jeff Brown - 43:25 | 1:0 2:0 3:0 3:1 4:1 5:1 6:1 7:1 8:1 9:1 10:1 | 13:58 - Patryk Sujka |                                              |  |
| 37 | 37 | Střely                                       | 14                   |                                              |  |

| 24. června 2014 | USA | 13 : 0 (2-0, 7-0, 4-0) | Velká Británie | Zimní stadion Vladimíra Dzurillu, Bratislava |  |
| 50              | 50  | Střely                 | 3              |                                              |  |

| 24. června 2014 | Slovensko | 10 : 1 (7-0, 2-1, 1-0)                       | Švýcarsko                | Zimní stadion Vladimíra Dzurillu, Bratislava |  |
| Pavol Tabarík - 05:19 Miloslav Cebo - 08:26 Boris Drozd - 10:24 Daniel Okuliar - 10:36 Miloslav Cebo - 11:32 Marek Fečunda - 14:10 Mário Paulík - 14:26 Mário Paulík - 23:40 Adrián Lipovský - 28:20 Tomáš Hirkala - 40:25 | Pavol Tabarík - 05:19 Miloslav Cebo - 08:26 Boris Drozd - 10:24 Daniel Okuliar - 10:36 Miloslav Cebo - 11:32 Marek Fečunda - 14:10 Mário Paulík - 14:26 Mário Paulík - 23:40 Adrián Lipovský - 28:20 Tomáš Hirkala - 40:25 | 1:0 2:0 3:0 4:0 5:0 6:0 7:0 8:0 9:0 9:1 10:1 | 29:06 - Dominik Rohrbach |                                              |  |
| 33 | 33 | Střely                                       | 10                       |                                              |  |

| 24. června 2014 | Česko | 6 : 0 (1-0, 3-0, 2-0)   | Rakousko | Zimní stadion Vladimíra Dzurillu, Bratislava |  |
| Martin Špaček (Jan Gabriel) - 9:23 Martin Krch - 15:41 Miroslav Franěk - 22:12 Ondřej Benedikt - 28:34 Marek Švarc - 32:07 Otto Urbanec (Ondřej Benedikt) - 32:33 | Martin Špaček (Jan Gabriel) - 9:23 Martin Krch - 15:41 Miroslav Franěk - 22:12 Ondřej Benedikt - 28:34 Marek Švarc - 32:07 Otto Urbanec (Ondřej Benedikt) - 32:33 | 1:0 2:0 3:0 4:0 5:0 6:0 |          |                                              |  |
| 42 | 42 | Střely                  | 5        |                                              |  |

| 25. června 2014 | USA | 9 : 2 (1-0, 7-1, 1-1)                       | Švýcarsko                               | Zimní stadion Vladimíra Dzurillu, Bratislava |  |
| Nicholas DelleChiaie - 03:25 Kevin Persichetti - 15:13 Matthew Kiesel - 17:36 Jeffrey Hamelin - 18:35 Anstey Colton - 22:53 Jorden Senecal - 26:57 Nick Kilcourse - 27:48 Eric Zimmerman - 28:53 Korey Wilson - 40:14 | Nicholas DelleChiaie - 03:25 Kevin Persichetti - 15:13 Matthew Kiesel - 17:36 Jeffrey Hamelin - 18:35 Anstey Colton - 22:53 Jorden Senecal - 26:57 Nick Kilcourse - 27:48 Eric Zimmerman - 28:53 Korey Wilson - 40:14 | 1:0 2:0 2:1 3:1 4:1 5:1 6:1 7:1 8:1 8:2 9:2 | 15:37 - Marc Mueller 30:43 - Timon Hess |                                              |  |
| 44 | 44 | Střely                                      | 16                                      |                                              |  |

| 25. června 2014 | Slovensko | 13 : 0 (6-0, 3-0, 5-0) | Polsko | Zimní stadion Vladimíra Dzurillu, Bratislava |  |
| 47              | 47        | Střely                 | 9      |                                              |  |

| 25. června 2014                                                                                            | Kanada | 5 : 1 (1-1, 3-0, 1-0)   | Švýcarsko                | Zimní stadion Vladimíra Dzurillu, Bratislava |  |
| Graydon Woodman - 8:21 Aman Basi - 15:32 Remi Laurencelle - 24:39 Chris Geraldi - 29:17 Jeff Brown - 33:07 | Graydon Woodman - 8:21 Aman Basi - 15:32 Remi Laurencelle - 24:39 Chris Geraldi - 29:17 Jeff Brown - 33:07 | 0:1 1:1 2:1 3:1 4:1 5:1 | 3:15 - Alexandre Mermoud |                                              |  |
| 43 | 43 | Střely                  | 14                       |                                              |  |

| 25. června 2014 | Slovensko | 20 : 1 (9-0, 8-1, 3-0)                                                                          | Velká Británie         | Zimní stadion Vladimíra Dzurillu, Bratislava |  |
| Boris Drozd - 01:48 Dávid Tomečko - 02:13 Ján Mendel - 03:57 Dominik Frkaň - 04:53 Daniel Okuliar - 06:37 Ján Mendel - 07:18 Daniel Okuliar - 08:38 Dávid Tomečko - 11:15 Dávid Tomečko - 14:57 Dominik Frkaň - 20:07 Dominik Frkaň - 23:55 Denis Šterbák - 25:26 Martin Ďurkovič - 27:50 Dávid Tomečko - 28:06 Denis Kundla - 28:34 Martin Ďurkovič - 28:55 Dominik Frkaň - 29:55 Daniel Okuliar - 30:42 Marek Fečunda - 40:12 Daniel Okuliar - 40:57 | Boris Drozd - 01:48 Dávid Tomečko - 02:13 Ján Mendel - 03:57 Dominik Frkaň - 04:53 Daniel Okuliar - 06:37 Ján Mendel - 07:18 Daniel Okuliar - 08:38 Dávid Tomečko - 11:15 Dávid Tomečko - 14:57 Dominik Frkaň - 20:07 Dominik Frkaň - 23:55 Denis Šterbák - 25:26 Martin Ďurkovič - 27:50 Dávid Tomečko - 28:06 Denis Kundla - 28:34 Martin Ďurkovič - 28:55 Dominik Frkaň - 29:55 Daniel Okuliar - 30:42 Marek Fečunda - 40:12 Daniel Okuliar - 40:57 | 1:0 2:0 3:0 4:0 5:0 6:0 7:0 8:0 9:0 10:0 11:0 12:0 13:0 13:1 14:1 15:1 16:1 17:1 18:1 19:1 20:1 | 28:01 - Jordan Bartram |                                              |  |
| 48 | 48 | Střely                                                                                          | 4                      |                                              |  |

| 25. června 2014 | USA | 6 : 1 (1-0, 3-1, 2-0) | Rakousko | Zimní stadion Vladimíra Dzurillu, Bratislava |  |
| 35              | 35  | Střely                | 14       |                                              |  |

| 25. června 2014 | Česko | 15 : 0 (7-0, 2-0, 6-0)                                            | Polsko | Zimní stadion Vladimíra Dzurillu, Bratislava |  |
| Ondřej Benedikt - 1:39 Miroslav Franěk - 5:31 Martin Špaček - 9:51 Miroslav Franěk - 11:51 Dalimil Zvonek - 12:12 Jaroslav Pauer - 13:23 Martin Špaček - 13:36 Ondřej Benedikt - 23:02 Filip Izaj - 28:47 Ondřej Benedikt - 30:18 Dalimil Zvonek - 31:18 Martin Samek - 32:54 Martin Krch - 43:13 Martin Samek - 44:28 Filip Pecina - 44:54 | Ondřej Benedikt - 1:39 Miroslav Franěk - 5:31 Martin Špaček - 9:51 Miroslav Franěk - 11:51 Dalimil Zvonek - 12:12 Jaroslav Pauer - 13:23 Martin Špaček - 13:36 Ondřej Benedikt - 23:02 Filip Izaj - 28:47 Ondřej Benedikt - 30:18 Dalimil Zvonek - 31:18 Martin Samek - 32:54 Martin Krch - 43:13 Martin Samek - 44:28 Filip Pecina - 44:54 | 1:0 2:0 3:0 4:0 5:0 6:0 7:0 8:0 9:0 10:0 11:0 12:0 13:0 14:0 15:0 |        |                                              |  |
| 57 | 57 | Střely                                                            | 3      |                                              |  |

| 26. června 2014                                                                             | Česko                                                                                       | 4 : 2 (1-1, 3-0, 0-1)   | Kanada                                           | Zimní stadion Vladimíra Dzurillu, Bratislava |  |
| Otto Urbanec - 02:53 Jaroslav Markytán - 17:00 Dalimil Zvonek - 28:47 Martin Špaček - 29:18 | Otto Urbanec - 02:53 Jaroslav Markytán - 17:00 Dalimil Zvonek - 28:47 Martin Špaček - 29:18 | 1:0 1:1 2:1 3:1 4:1 4:2 | 14:11 - Colin Catchpole Remi Laurencelle - 44:37 |                                              |  |
| 21                                                                                          | 21                                                                                          | Střely                  | 20                                               |                                              |  |

| 26. června 2014 | Kanada | 13 : 0 (4-0, 4-0, 5-0) | Velká Británie | Zimní stadion Vladimíra Dzurillu, Bratislava |  |
| 50              | 50     | Střely                 | 11             |                                              |  |

| 26. června 2014 | USA | 12 : 1 (4-1, 7-0, 1-0) | Polsko | Zimní stadion Vladimíra Dzurillu, Bratislava |  |
| 42              | 42  | Střely                 | 6      |                                              |  |

| 26. června 2014                                                                                               | Slovensko | 5 : 0 (1-0, 2-0, 2-0) | Rakousko | Zimní stadion Vladimíra Dzurillu, Bratislava |  |
| Pavol Tarabík - 1:51 Peter Kapralčík - 24:39 Adrián Lipovský - 29:35 Patrik Kromka - 40:03 Ján Mendel - 44:18 | Pavol Tarabík - 1:51 Peter Kapralčík - 24:39 Adrián Lipovský - 29:35 Patrik Kromka - 40:03 Ján Mendel - 44:18 | 1:0 2:0 3:0 4:0 5:0   |          |                                              |  |
| 31 | 31 | Střely                | 10       |                                              |  |

| 26. června 2014 | Česko | 7 : 2 (3-1, 3-1, 1-0) | Švýcarsko | Zimní stadion Vladimíra Dzurillu, Bratislava |  |
| 39              | 39    | Střely                | 15        |                                              |  |

| 27. června 2014 | Česko | 21 : 0 (7-0, 8-0, 6-0) | Velká Británie | Zimní stadion Vladimíra Dzurillu, Bratislava |  |
| 44              | 44    | Střely                 | 2              |                                              |  |

| 27. června 2014 | Kanada | 9 : 1 (2-0, 2-1, 5-0) | Rakousko | Zimní stadion Vladimíra Dzurillu, Bratislava |  |
| 32              | 32     | Střely                | 7        |                                              |  |

| 27. června 2014 | Slovensko | 5 : 2 (2-0, 3-1, 0-1) | USA | Zimní stadion Vladimíra Dzurillu, Bratislava |  |
| 24              | 24        | Střely                | 22  |                                              |  |

| 27. června 2014 | Kanada | 8 : 0 (5-0, 2-0, 1-0) | Rakousko | Zimní stadion Vladimíra Dzurillu, Bratislava |  |
| 28              | 28     | Střely                | 4        |                                              |  |

| 27. června 2014 | Rakousko | 6 : 3 (1-0, 3-0, 2-3) | Polsko | Zimní stadion Vladimíra Dzurillu, Bratislava |  |
| 18              | 18       | Střely                | 25     |                                              |  |

| 28. června 2014 | Švýcarsko | 6 : 1 (1-0, 5-0, 0-1) | Polsko | Zimní stadion Vladimíra Dzurillu, Bratislava |  |
| 20              | 20        | Střely                | 17     |                                              |  |

| 28. června 2014 | Rakousko | 2 : 0 (0-0, 2-0, 0-0) | Velká Británie | Zimní stadion Vladimíra Dzurillu, Bratislava |  |
| 16              | 16       | Střely                | 7              |                                              |  |

| 28. června 2014 | Polsko | 3 : 2 (2-1, 1-1, 0-0) | Velká Británie | Zimní stadion Vladimíra Dzurillu, Bratislava |  |
| 29              | 29     | Střely                | 19             |                                              |  |

| 28. června 2014 | Švýcarsko | 5 : 0 (3-0, 0-0, 2-0) | Rakousko | Zimní stadion Vladimíra Dzurillu, Bratislava |  |
| 17              | 17        | Střely                | 11       |                                              |  |

| 28. června 2014                                                                         | Kanada                                                                                  | 4 : 3 (3-0, 1-2, 0-1)       | USA                                                             | Zimní stadion Vladimíra Dzurillu, Bratislava |  |
| Ryan Shortridge - 00:13 Nick Harte - 05:58 Chase Aldridge - 09:03 Chris Ceraldi - 25:40 | Ryan Shortridge - 00:13 Nick Harte - 05:58 Chase Aldridge - 09:03 Chris Ceraldi - 25:40 | 1:0 2:0 3:0 4:0 4:1 4:2 4:3 | 32:09 - Cody Swift 32:29 - Jonathan Ruiz 41:41 - Eric Zimmerman |                                              |  |
| 13                                                                                      | 13                                                                                      | Střely                      | 24                                                              |                                              |  |

| 28. června 2014                                                  | Česko                                                            | 3 : 3 (0-2, 0-1, 3-0)   | Slovensko                                                          | Zimní stadion Vladimíra Dzurillu, Bratislava |  |
| Martin Krch - 30:21 Miroslav Franěk- 38:46 Martin Špaček - 40:01 | Martin Krch - 30:21 Miroslav Franěk- 38:46 Martin Špaček - 40:01 | 0:1 0:2 0:3 1:3 2:3 3:3 | 03:05 - Adrián Lipovský 17:49 - Róbert Varga 21:56 - Tomáš Hirkala |                                              |  |
| 22                                                               | 22                                                               | Střely                  | 28                                                                 |                                              |  |

## Boje o umístění

### O 7. místo
| 29. června 2014 | Polsko | 6 : 3 (2-1, 2-1, 2-1) | Velká Británie | Zimní stadion Vladimíra Dzurillu, Bratislava |  |
| 27              | 27     | Střely                | 15             |                                              |  |

### O 5. místo
| 29. června 2014 | Švýcarsko | 5 : 0 (2-0, 1-0, 2-0) | Rakousko | Zimní stadion Vladimíra Dzurillu, Bratislava |  |
| 25              | 25        | Střely                | 10       |                                              |  |

### O bronz
| 29. června 2014                                                                                  | USA                                                                                              | 4 : 2 (0-0, 1-1, 3-1)   | Kanada                                           | Zimní stadion Vladimíra Dzurillu, Bratislava |  |
| Jeffrey Hamelin - 29:14 Anthony Laperriere - 38:46 Jonathan Ruiz - 39:20 Jeffrey Hamelin - 40:05 | Jeffrey Hamelin - 29:14 Anthony Laperriere - 38:46 Jonathan Ruiz - 39:20 Jeffrey Hamelin - 40:05 | 0:1 1:1 2:1 3:1 4:1 4:2 | 20:26 - Graydon Woodman 44:16 - Remi Laurencelle |                                              |  |
| 20                                                                                               | 20                                                                                               | Střely                  | 17                                               |                                              |  |

### Finále
| 29. června 2014                                                                                              | Slovensko | 5 : 3 (2-0, 2-1, 1-2)           | Česko                                                              | Zimní stadion Vladimíra Dzurillu, Bratislava |  |
| Tomáš Hirkala - 03:08 Mário Paulík - 10:49 Dominik Frkán - 23:48 Richard Mráz - 27:53 Daniel Okuliar - 33:56 | Tomáš Hirkala - 03:08 Mário Paulík - 10:49 Dominik Frkán - 23:48 Richard Mráz - 27:53 Daniel Okuliar - 33:56 | 1:0 2:0 2:1 3:1 4:1 5:1 5:2 5:3 | 23:14 - Roman Krejčí 42:26 - Ondřej Benedikt 42:40 - Martin Špaček |                                              |  |
| 18 | 18 | Střely                          | 29                                                                 |                                              |  |

## Konečné pořadí
| Místo            | Tým            |
| ---------------- | -------------- |
| Zlatá medaile    | Slovensko      |
| Stříbrná medaile | Česko          |
| Bronzová medaile | USA            |
| 4.               | Kanada         |
| 5.               | Švýcarsko      |
| 6.               | Rakousko       |
| 7.               | Polsko         |
| 8.               | Velká Británie |